# カプラーニカ・プレネスティーナ
カプラーニカ・プレネスティーナ（伊: Capranica Prenestina）は、イタリア共和国ラツィオ州ローマ県にある、人口約320人の基礎自治体（コムーネ）。

## 地理

### 位置・広がり
ローマ県東部のコムーネ。

#### 隣接コムーネ
隣接するコムーネは以下の通り。
- カザーペ
- カステル・サン・ピエトロ・ロマーノ
- チチリアーノ
- ジェナッツァーノ
- ピゾニアーノ
- ポーリ
- ロッカ・ディ・カーヴェ
- サン・グレゴーリオ・ダ・サッソラ
- サン・ヴィート・ロマーノ

### 気候分類・地震分類
カプラーニカ・プレネスティーナにおけるイタリアの気候分類 (it) および度日は、zona E, 2927 GGである。
また、イタリアの地震リスク階級 (it) では、zona 2B (sismicità media) に分類される。

## 行政
- 山岳共同体 "Comunità montana dei Monti Sabini, Tiburtini, Cornicolani e Prenestini"に属する